# José Rochel
José Rochel, španski rokometaš, * 30. julij 1943, † 9. februar 2001.
Leta 1972 je na poletnih olimpijskih igrah v Münchnu v sestavi španske rokometne reprezentance osvojil 15. mesto.